# The Battle at Garden's Gate
The Battle at Garden's Gate è il secondo album in studio del gruppo musicale statunitense Greta Van Fleet, pubblicato il 16 aprile 2021.

## Il disco
L'album segna un deciso passo in avanti verso la maturità artistica del gruppo. La matrice stilistica, pur mantenendosi nel solco dell'hard rock, rispetto al precedente lavoro in studio Anthem of the Peaceful Army si arricchisce di sonorità più raffinate ed elaborate, inglobando contaminazioni prog rock, anche grazie all'utilizzo dell'Organo Hammond.
Nel disco la band esplora l'esperienza umana e narra di come la religione, la tecnologia e la guerra riescano ad influenzarla.

## Tracce
1. Heat Above – 5:41
2. My Way, Soon – 4:15
3. Broken Bells – 5:50
4. Built by Nations – 3:59
5. Age of Machine – 6:53
6. Tears of Rain – 3:50
7. Stardust Chords – 4:57
8. Light My Love – 4:30
9. Caravel – 4:55
10. The Barbarians – 5:20
11. Trip the Light Fantastic – 4:33
12. The Weight of Dreams – 8:51

## Formazione
- Joshua Kiszka – voce
- Jacob Kiszka – chitarra
- Samuel Kiszka – basso, tastiera
- Daniel Wagner – batteria